# Macriana Minor
Macriana Minor (łac. Diocesis Macrianensis Minor) – stolica historycznej diecezji we Cesarstwie rzymskim w prowincji Byzacena, współcześnie w Tunezji. Obecnie katolickie biskupstwo tytularne.

## Biskupi
| Lp. | Biskup                      | Funkcja                                       | Od                   | Do                   |
| --- | --------------------------- | --------------------------------------------- | -------------------- | -------------------- |
| 1   | Adrien Gand                 | biskup koadiutor Lille (Francja)              | 19 maja 1964         | 7 marca 1968         |
| 2   | Artemio Gabriel Casas       | biskup pomocniczy Manili (Filipiny)           | 4 września 1968      | 11 maja 1974         |
| 3   | Joel Ivo Catapan            | biskup pomocniczy São Paulo (Brazylia)        | 11 grudnia 1974      | 1 maja 1999          |
| 4   | John Ribat                  | biskup pomocniczy Bereina (Papua-Nowa Gwinea) | 30 października 2000 | 12 lutego 2002       |
| 5   | Karl-Heinz Wiesemann        | biskup pomocniczy Paderborn (Niemcy)          | 4 lipca 2002         | 19 grudnia 2007      |
| 6   | Renauld de Dinechin         | biskup pomocniczy Paryża                      | 21 maja 2008         | 30 października 2015 |
| 7   | Aparecido Donizete de Souza | biskup pomocniczy Porto Alegre (Brazylia)     | 30 grudnia 2015      |                      |